# Aubenton
Aubenton is een gemeente in het Franse departement Aisne, regio Hauts-de-France (tot 2016 regio Picardië) en telt 713 inwoners (1999). De plaats maakt deel uit van het arrondissement Vervins.
De gotische kerk in deze plaats, de Notre-Dame, is een vestingkerk met een donjon van witte steen.

## Geografie
De oppervlakte van Aubenton bedraagt 23,6 km², de bevolkingsdichtheid is 30,2 inwoners per km².
De onderstaande kaart toont de ligging van Aubenton met de belangrijkste infrastructuur en aangrenzende gemeenten.

## Demografie
Onderstaande figuur toont het verloop van het inwonertal (bron: INSEE-tellingen).
Vanwege een beveiligingsprobleem met de MediaWiki Graph-software is het momenteel niet mogelijk deze grafiek weer te geven. Zodra de software is bijgewerkt zal de grafiek vanzelf weer zichtbaar worden.
1. ↑  Populations de référence 2022.